# Rebutia pygmaea
A Rebutia pygmaea a szegfűvirágúak (Caryophyllales) rendjébe, ezen belül a kaktuszfélék (Cactaceae) családjába tartozó faj.

## Előfordulása
A Rebutia pygmaea előfordulási területe a dél-amerikai Argentína északnyugati részén, valamint Bolíviában van.

## Képek

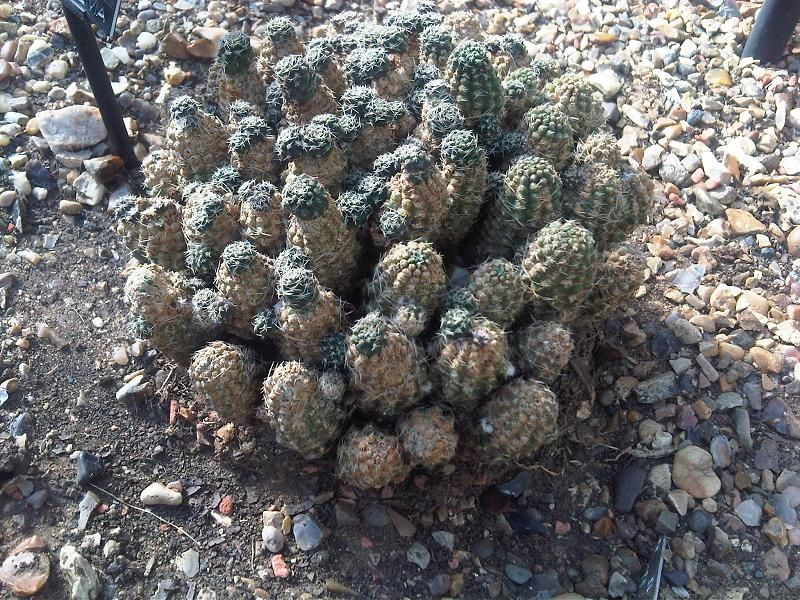
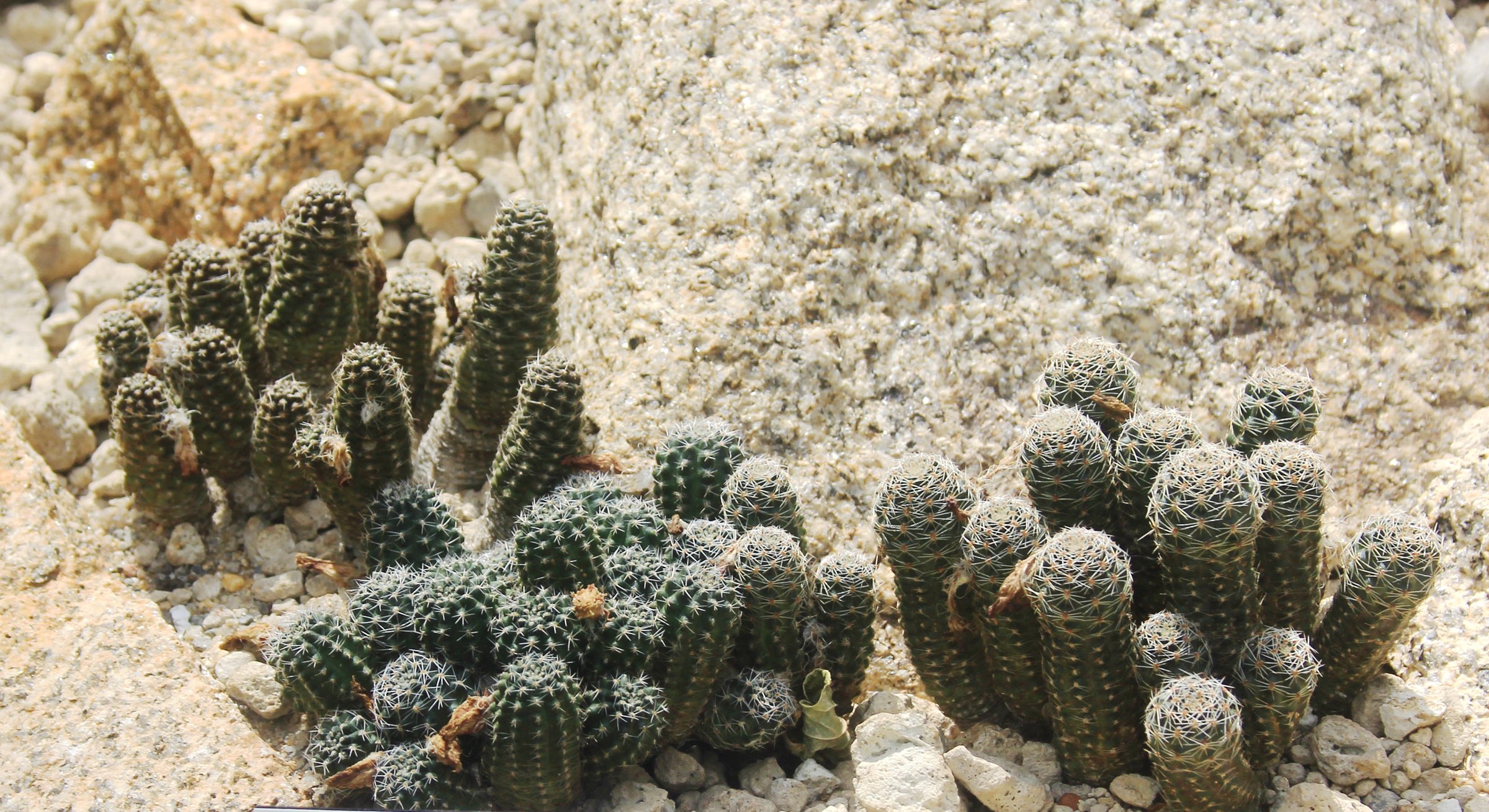
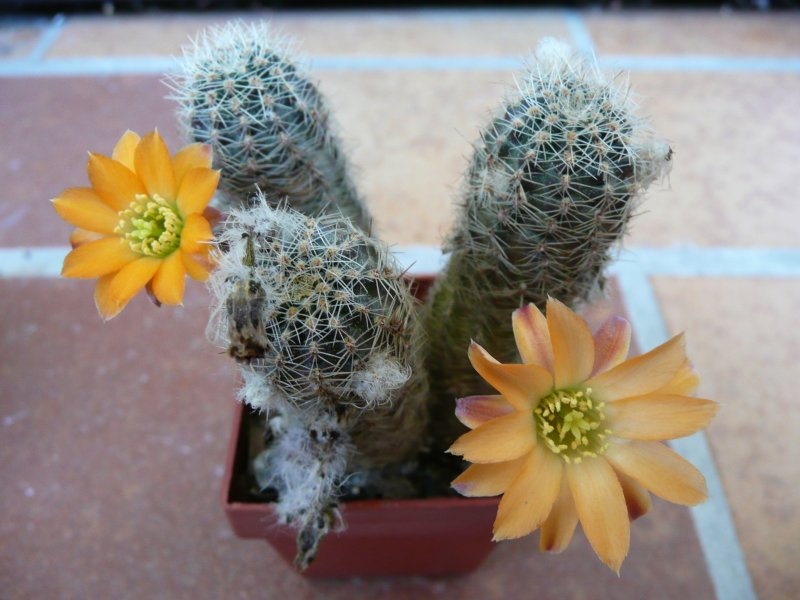
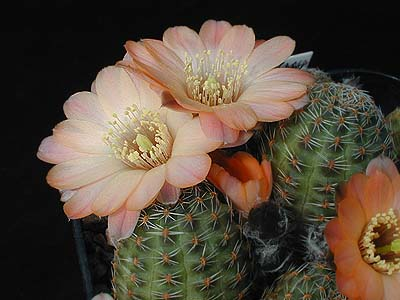
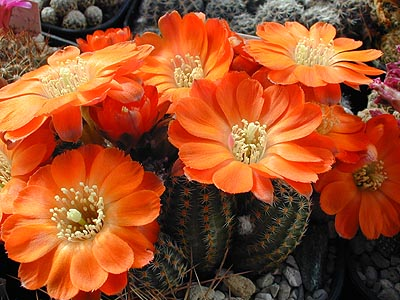